# Novi Ozereanî, Brusîliv
Novi Ozereanî (în ucraineană Нові Озеряни) este o comună în raionul Brusîliv, regiunea Jîtomîr, Ucraina, formată numai din satul de reședință.

## Demografie
Componența lingvistică a satului Novi Ozereanî
     Ucraineană (98,18%)
     Rusă (1,49%)
     Alte limbi (0,34%)
Conform recensământului din 2001, majoritatea populației satului Novi Ozereanî era vorbitoare de ucraineană (98,18%), existând în minoritate și vorbitori de rusă (1,49%).